# Almutaster
Almutaster es un género monotípico de plantas herbáceas, de la familia Asteraceae. Su única especie: Almutaster pauciflorus (Nutt.) A.Löve & D.Löve,  se encuentra en el oeste de Norteamérica desde el norte de Canadá hasta México, donde crece en los húmedos suelos alcalinos y salinos como el interior de marismas y salinas. 

## Descripción
Es una hierba perennifolia que crece con un tallo glandular de color rojizo-verde alcanzando de 30 hasta 120 centímetros de altura. Las hojas son estrechas y lineales de hasta 10 centímetros. La inflorescencia es un conjunto abierto de cabezas de flores blancas que contienen lígulas de color púrpura pálido  y un centro de disco amarillo.  El fruto es un peludo aquenio.

## Taxonomía
Almutaster pauciflorus fue descrita por (Nutt.) A.Löve & D.Löve y publicado en Taxon 31(2): 356. 1982.
Sinonimia
- Aster hydrophilus Greene ex Wooton & Standl.
- Aster pauciflorus Nutt. basónimo
- Tripolium pauciflorum (Nutt.) DC.[3]